# Siling Co
Siling Co (tibetsky སེར་གླིང་མཚོ, čínsky pchin-jinem 'Sèlín Cuò', znaky 色林錯) je slané jezero v Tibetské autonomní oblasti v ČLR. Má rozlohu 1530 km² a dosahuje délky 70 km. Leží v nadmořské výšce 4736 m.

## Osídlení pobřeží
Na břehu leží vesnice Doijiang.